# Michael E. Brown
Michael E. Brown (Huntsville, 5 giugno 1965) è un astronomo statunitense.
Diplomatosi alla Virgil Grissom High School nel 1983, Brown ha ottenuto il 'Bachelor of Arts' in fisica nel 1987 presso l'Università di Princeton. Ha proseguito poi i suoi studi accademici presso a Berkeley (University of California) dove ha ottenuto l'M.Sc. in Astronomia nel 1990 e il Ph.D. nel 1994.
Professore di astronomia planetaria presso il "California Institute of Technology" (Caltech) dal 2003. È stato precedentemente professore associato presso lo stesso istituto nel periodo 2002-2003 e assistente dal 1997 al 2002

## Scoperte
| 50000 Quaoar          | 4 giugno 2002     |
| 65489 Ceto            | 22 marzo 2003     |
| 90377 Sedna           | 14 novembre 2003  |
| 90482 Orcus           | 17 febbraio 2004  |
| 120347 Salacia        | 22 settembre 2004 |
| 136199 Eris           | 21 ottobre 2003   |
| 136472 Makemake       | 31 marzo 2005     |
| 208996 Achlys         | 13 gennaio 2003   |
| 225088 Gonggong       | 17 luglio 2007    |
| 229762 Gǃkúnǁʼhòmdímà | 19 ottobre 2007   |

Brown è molto conosciuto nella comunità scientifica per le ricerche di oggetti distanti in orbita attorno al Sole. Il suo team ha scoperto molti oggetti transnettuniani (TNO), tra cui Eris, con dimensioni comparabili a quelle di Plutone, 90377 Sedna, un planetoide che si ipotizza sia il primo oggetto osservato appartenente alla nube interna di Öpik-Oort e 90482 Orcus.
Brown e il suo team hanno anche osservato Haumea per circa sei mesi prima della sua scoperta, annunciata da José Luis Ortiz Moreno e i suoi colleghi del Sierra Nevada Observatory in Spagna. Brown in principio annunciò il suo sostegno al team di Ortiz attribuendogli la scoperta di Haumea. Tuttavia indagini successive mostrarono che il sito web contenente gli archivi dei telescopi del team di Brown impiegati nell'osservazione di Haumea, erano stati visitati otto volte nei tre giorni precedenti l'annuncio di Ortiz, da computer con indirizzi IP appartenenti al sito web dell'Instituto de Astrofísica de Andalucía (CSIC) - dove Ortiz lavora - e ad email inviate da lui stesso e dai suoi studenti. Questo accadde una settimana dopo la pubblicazione da parte di Brown di un abstract per una imminente conferenza in cui aveva pianificato di annunciare la scoperta di Haumea; l'abstract si riferiva a Haumea con un codice che era il medesimo impiegato nei log dei telescopi on-line; e i computer del CSIC avevano avuto accesso direttamente ai logs contenenti quel codice, senza passare per l'homepage o tramite altre pagine dell'archivio.
Alla richiesta di chiarimenti circa queste attività, Ortiz rispose con un'email a Brown che ignorava la domanda, e suggeriva che Brown fosse in torto "nascondendo oggetti" e che "l'unica ragione per cui stiamo scambiandoci email e perché tu non hai segnalato il tuo oggetto". Come Brown ha denunciato, quest'accusa contraddice la comune prassi scientifica dell'analizzare una ricerca finché non si è sicuri che sia accurata, per poi sottoporla all'analisi dei propri pari prima di qualsiasi annuncio pubblico.
Il Direttore del CSIC prese le distanze da Ortiz, sostenendo che i propri ricercatori "avevano l'unica responsabilità".
Anche se la disputa non si è ancora risolta, Brown ha richiesto all'Unione Astronomica Internazionale di attribuire il merito della scoperta di Haumea al suo team invece che a quello di Ortiz. Più di una delle autorità all'interno dello IAU ha suggerito che il team di Brown finirà sicuramente per essere riconosciuto come lo scopritore.
Brown è anche responsabile della scoperta di Eris e Disnomia (comunemente chiamati, da lui e dal suo team, Xena e Gabrielle, dai nomi dei personaggi principali del telefilm Xena - Principessa guerriera)

## Riconoscimenti
Brown è stato nominato "uno dei 100 uomini più influenti del 2006" dal Time's. Nel 2001 ha vinto il premio Urey e nel 2007 ha ricevuto uno dei riconoscimenti più prestigiosi del Caltech, il "Feynman Prize for teaching".